# Abraham Rattner
Abraham Rattner (* 8. Juli 1893 oder 1895 in Poughkeepsie, Dutchess County, New York; † 14. Februar 1978 in New York City) war ein US-amerikanischer Maler jüdischer Abstammung des Expressionismus, der sich in seinen Bildern mit religiösen Themen beschäftigte.

## Leben
Abraham Rattner war das zweite von sechs Kindern von russisch-jüdischen Einwanderern, die vor dem Antisemitismus aus dem Russischen Kaiserreich flohen. Seit 1912 studierte er Architektur an der George Washington University Washington D.C. und belegte nebenbei Kunstkurse am Corcoran College of Art and Design. 1917 ging er dank eines Stipendiums nach Philadelphia zum Studium der Malerei an der Pennsylvania Academy of the Fine Arts. Im Ersten Weltkrieg diente er der US-Army in Frankreich von 1917 bis 1918 als Tarnungsmaler („camouflage“). In der zweiten Marneschlacht (Schlacht von Reims, 15. Juli bis 5. August 1918) wurde er am Rücken verletzt, weshalb er bis an sein Lebensende an chronischen Schmerzen litt.
1919 nahm Rattner sein Studium in Philadelphia wieder auf, und verdiente nebenher seinen Lebensunterhalt als Illustrator für Zeitschriften. 1920 ging er nach Paris, wo er an der École nationale supérieure des beaux-arts, der Académie de la Grande Chaumiere und der Académie Ranson studierte. Sein expressionistischer Stil zu dieser Zeit orientierte sich an Chaim Soutine (1893–1943). 1924 heiratete Abraham Rattner die Kunststudentin und Modeillustratorin Bettina Bedwell. Sie wurde später die Modekorrespondentin für das New York News/Chicago Tribune-Syndicate in Paris. Die Rattners hielten sich bis 1939 in Frankreich auf, wo Rattner auch mit den verschiedenen neuen Kunstrichtungen konfrontiert wurde: Kubismus, Futurismus und Surrealismus. Er nahm in Frankreich den kubistischen Stil an und interpretierte die Natur in kühnen, lebhaften Farbkompositionen. Auch knüpfte er Kontakte zu den Surrealisten und zu den großen Künstlern der Zeit: Pablo Picasso (1881–1973), dem Architekten Le Corbusier (1887–1965) und dem Schriftsteller Henry Miller (1891–1980). 1927 wurde Abraham Rattner Mitglied der Minotaure-Gruppe, der auch Picasso, Joan Miró (1893–1983), Alberto Giacometti (1901–1966), Le Corbusier, Georges Braque (1882–1963), Salvador Dalí (1904–1989) und Pierre Reverdy (1889–1960) angehörten.
Nach seiner Rückkehr nach New York, wo er bald als einer der führenden zeitgenössischen Maler anerkannt wurde, unternahm er im Winter 1940/41 eine Reise mit seinem Freund Henry Miller in den Süden der USA bis nach New Orleans, um das neue Amerika kennenzulernen. Millers Beschreibung und Rattners Illustrationen der Reise wurden 1945 veröffentlicht als The Air-Conditioned Nightmare. Im selben Jahr nahm er mit seinem Bild The Temptation of Saint Anthony am Bel-Ami-Wettbewerb teil. 1947 starb seine Frau Bettina Bedwell an einer Niereninfektion. Der Tod seiner Frau und die Beschäftigung mit den Verbrechen des Zweiten Weltkrieges, des Holocausts und der Atombombenabwürfe veranlassten Rattner, seinen künstlerischen Stil und seine Lebenseinstellung aufzugeben und seine Malerei für die nächsten Jahre nicht mehr auszuüben.
Es folgten unruhige Jahre. 1947 bis 1949 lehrte er an der New School for Social Research in New York. 1949 heiratete Rattner Esther Gentle (1899–1991), eine New Yorker Künstlerin und Kunsthändlerin. Er übernahm weitere Lehrtätigkeiten, unter anderem an der Yale University New Haven, an der University of Illinois und an der Michigan State University. Seit 1957 suchte Rattner nach neuen Ausdrucksformen seiner Kunst; er beschäftigte sich mit Architektur und fertigte Entwürfe für Mosaiken, Wandteppiche und Glasmalereien. Seine bekannteste Arbeit aus dieser Zeit sind die Glasfenster der Chicago Loop Synagogue. Nach 1960 widmete sich Rattner, geprägt von dem unbeschreiblichen Grauen des Holocausts und der Kriegsverbrechen des Zweiten Weltkrieges, in seinen Bildern der Darstellung der Geschichte des jüdischen Volkes mit dessen religiösen und biblischen Themen. Seine späten Bilder zeigen in ihrer symbolischen Kraft einen klaren Stil, der durch den Gebrauch von lebhaften Farben und kühnen, stürzenden Linien gekennzeichnet ist und der immer noch kubistische Anklänge zeigt. Allen Leepa (1919–2009), der Sohn Esther Gentles und Rattners Stiefsohn und Biograph, beschrieb Rattner als „painter of the tragic“, als Maler des Tragischen. 1965 veröffentlicht Henry Miller seine 24-seitige Erzählung A Word About Abraham Rattner. Die 1970er Jahre kennzeichnen eine Zeit, in der Rattner in vielen Ausstellungen geehrt wurde. 1974 wurde Rattner zum assoziierten Mitglied (ANA) der National Academy of Design gewählt. 1976 hat die National Collection of Fine Arts in Washington, D.C. eine Ausstellung seiner Glasmalereientwürfe mit dem Titel ...and let there be light gefördert. 1977 verlieh ihm die Michigan State University den Honorary Degree for Humanity. Am 14. Februar 1978 starb Abraham Rattner in New York an Herzversagen. Seine Werke befinden sich vor allem im Besitz von Museen in den USA. Abraham Rattner und seine Frau Esther sind auf dem Green River Cemetery in East Hampton auf Long Island beerdigt.
1958 wurde er in die American Academy of Arts and Letters gewählt.

## Werke
- Procession (1944), Öl auf Leinwand, 65,4 × 92,4 cm, Hirshhorn Museum Washington D.C.
- Portrait of Henry Miller #1 (1940), Öl auf Leinwand, 38 1/16 × 18 3/16 in., Leepa-Rattner Museum of Art, Tarpon Springs FL
- Double Portrait (1943), Öl auf Leinwand, 38 1/4 × 51 1/4 in., Leepa-Rattner Museum of Art, Tarpon Springs FL
- In the Mirror No. II (1962), Öl auf Leinwand, 99,7 × 80,6 cm, Smithsonian American Art Museum, Washington D.C.
- The Temptation of Saint Anthony (1945), Öl auf Leinwand, 130 × 100 cm, Rom, Vatikanische Museen
- The Last Judgement (1953–1956), Öl auf Holz, Triptychon,  94 × 144 in., Leepa-Rattner Museum of Art, Tarpon Springs FL.
- Let There Be Light And There Was Light, dreiteiliges Glasfenster aus der Jean Barrillet-Werkstatt, Paris, (1958–1960), 30 ft. × 40 ft., Chicago Loop Synagogue